# Aotus zonalis
Aotus zonalis (лат.) — вид млекопитающих семейства ночных обезьян из Южной Америки.

## Классификация
Классификация данного вида, как и всего рода Aotus, дискуссионна. Некоторые авторы считают A. zonalis подвидом A. lemurinus, тогда как другие выделяют его в отдельный вид согласно исследованиям 2001 года.

## Описание
Небольшой примат, масса самца в среднем 889 грамм, масса самки 916 грамм. Шерсть на спине варьируется от серовато-коричневого до красновато-коричневого. Брюхо жёлтое. Шерсть на тыльной стороне ступней чёрная или тёмно-коричневая, что отличает этот вид от родственных видов. Другими отличиями являются более короткая шерсть, широкая черепная коробка, вдавленная переносица и крупные моляры.

## Распространение
Встречается в Панаме и департаменте Чоко в Колумбии. Существуют также неподтверждённые свидетельства о встрече с этими приматам в Коста-Рике на побережье Карибского моря.

## Поведение
Древесное животное, активное исключительно ночью. Населяет различные типы леса, включая вторичные леса и кофейные плантации. Образует небольшие семейные группы от двух до шести особей.. Самка приносит потомство ежегодно, в помёте обычно один, редко два, детёныша. В воспитании потомства принимают участие оба родителя. Беременность длится около 130 дней.

## Статус популяции
Международный союз охраны природы поместил вид в категорию «близких к уязвимому положению» (Near Threatened). Основная угроза виду — разрушение среды обитания, в особенности в Панаме.